# Сан-Рафел (Калифорния)
Сан-Рафе́л, также Сан-Рафаэль (англ. San Rafael) — город в штате Калифорния, США. Находится на территории Северной бухты региона Большой Сан-Франциско. Административный центр калифорнийского округа Марин.

## Расположение
Площадь Сан-Рафел составляет 58,074 км², из них 42,657 км² приходится на сушу, и 15,417 на водное пространство.

### Климат
Климат в районе Сан-Рафел — средиземноморский с тёплым летом (Csb).

## История
Город вырос из основанной в декабре 1817 года испанской католической миссии, состоявшей из четырёх прелатов на территории провинции колониальной Мексики Старая Калифорния, за 4 года до обретения Мексикой независимости. Миссия и затем город получили своё имя в честь архангела Рафаила. Первоначально эта католическая станция служила также госпиталем, в 1822 году она получила статус миссионерского поста для обращения в христианство местных индейцев. В первый же год было обращено 300 человек, к 1828 году — 1140. В 1844 году мексиканское правительство закрывает миссию, и её здания частично разрушаются. В 1949 она была восстановлена в первоначальном виде. В 1888 году город был подключён к общенациональной сети железных дорог. В бухте Сан-Рафела ВМФ США создают свою базу, активно использовавшуюся во время Второй мировой войны.
С 1971 года в Сан-Рафеле находится штаб-квартира киностудии Lucasfilm. В городе снимались такие фильмы кинокомпании Universal, как «Американские граффити» и «Гаттака».
C 1982 года, в  Сан-Рафеле основана и находится Штаб-квартира компании Autodesk известная своим продуктом  «AutoCAD» (система автоматизированного проектирования), и «Autodesk 3ds Max» (система для создания и редактирования трёхмерной графики и анимации).

## Демография
В Сан-Рафеле в 2010 году проживало 57 713 человек. В расово-национальном отношении 70,4 % из них составляют белые американцы, 1,15 % — афроамериканцы, 1,2 % — индейцы, 6,3 % — выходцы из стран Азии, 30 % населения — испаноязычное (разных рас). 19,3 % жителей младше 18 лет, 8,6 % в возрасте от 18 до 24, 29,3 % — от 25 до 44, 27 % — от 45 до 64, 15,8 % — старше 64 лет.
В политическом отношении жители города в большинстве своём являются приверженцами Демократической партии. На последних выборах в январе 2010 года за демократов проголосовали 55,54 % избирателей, за Республиканскую партию — 19,58 %.